# Bot (kommunhuvudort)
Bot är en kommunhuvudort i Spanien.   Den ligger i provinsen Província de Tarragona och regionen Katalonien, i den östra delen av landet, 300 km öster om huvudstaden Madrid. Bot ligger 294 meter över havet och antalet invånare är 768.
Terrängen runt Bot är kuperad åt sydost, men åt nordväst är den platt. Runt Bot är det glesbefolkat, med 16 invånare per kvadratkilometer. Närmaste större samhälle är Gandesa, 6,7 km nordost om Bot. 